# Holice
 Holice  (o anche Holice v Čechách, in tedesco Holitz) è una città della Repubblica Ceca facente parte del distretto di Pardubice, nella regione omonima.

## Storia
La città è stata menzionata per la prima volta nel 1336.